# Okręgowe rozgrywki w piłce nożnej woj. białostockiego (1928)
Drużyny z województwa białostockiego występują w rozgrywkach okręgu warszawskiego.

W roku 1928 oficjalnie Białystok i Grodno przystępują do rozgrywek w Warszawskim Okręgu. Tworzą się dwie klasy B, jedna grupa białostocka, a druga grodzieńska. Pomimo zwycięstwa Cresovi z Grodna drużyna nie przystępuje do rozgrywek klasy A, dzieje się tak za sprawą decyzji o powołaniu samodzielnego okręgowego związku piłki nożnej z siedzibą w Białymstoku.
| Rozgrywki | Poziomy rozgrywkowe w sezonie 1928 - Warszawski OZPN | Poziomy rozgrywkowe w sezonie 1928 - Warszawski OZPN | Poziomy rozgrywkowe w sezonie 1928 - Warszawski OZPN | Poziomy rozgrywkowe w sezonie 1928 - Warszawski OZPN                   | Poziomy rozgrywkowe w sezonie 1928 - Warszawski OZPN |
| --------- | ---------------------------------------------------- | ---------------------------------------------------- | ---------------------------------------------------- | ---------------------------------------------------------------------- | ---------------------------------------------------- |
| Centralne | I poziom ligowy                                      | Liga                                                 | Liga                                                 | Liga                                                                   | Liga                                                 |
| Okręgowe  | II poziom ligowy                                     | Klasa A (Warszawa)                                   | Klasa A (Warszawa)                                   | Klasa A (Warszawa)                                                     | Klasa A (Warszawa)                                   |
| Okręgowe  | III poziom ligowy                                    | Klasa B - warszawska gr.I gr.II gr.III               | Klasa B - warszawska gr.I gr.II gr.III               | Klasa B - białostocka gr.I (Białystok) gr.II (Grodno) (gr.III (Łomża)) |                                                      |
| Okręgowe  | IV poziom ligowy                                     | Klasa C - warszawska gr.I gr.II gr.III               | Klasa C - (Włocławek) Klasa C (Płock)                | brak                                                                   |                                                      |

## Rozgrywki Warszawskiego OZPN
- Mistrzostwo Okręgu Warszawskiego zdobyła drużyna Ruchu Warszawa.

## Klasa A (Warszawska) - II poziom rozgrywkowy
| 1                                                      | Legja Warszawa II     | 18 | - | - | - | - | 29 |
| 2                                                      | Ruch Warszawa         | 18 | - | - | - | - | 28 |
| 3                                                      | AZS Warszawa          | 18 | - | - | - | - | 21 |
| 4                                                      | Polonia Warszawa II   | 18 | - | - | - | - | 20 |
| 5                                                      | Marymont Warszawa (b) | 18 | - | - | - | - | 19 |
| 6                                                      | Skra Warszawa         | 18 | - | - | - | - | 18 |
| 7                                                      | Varsovia              | 18 | - | - | - | - | 18 |
| 8                                                      | Warszawianka II       | 18 | - | - | - | - | 18 |
| 9                                                      | Makabi Warszawa       | 18 | - | - | - | - | 6  |
| 10                                                     | Pocisk Rembertów (b)  | 18 | - | - | - | - | 4  |
| 11                                                     | Korona Warszawa       | 0  | 0 | 0 | 0 | 0 | 0  |
| Spadek Korona, awans po eliminacjach Gwiazda Warszawa. |                       |    |   |   |   |   |    |

## Klasa B – III poziom rozgrywkowy
Podokręg białostocki został utworzony 24 czerwca 1928 roku, drużyny z województwa białostockiego po wyłonieniu mistrza mają prawo gry w warszawskiej klasie A.
Faza finałowa – eliminacje do klasy A
- Mecze o mistrzostwo podokręgu białostockiego

```
25.11.1928 Grodno – 
Cresovia Grodno
: 
WKS 42PP Białystok
 1:1
9.12.1928 Białystok – 
WKS 42PP Białystok
: 
Cresovia Grodno
 2:3
```

Grupa białostocka
| Poz.        | Drużyna              | M  | Z | R | P | Bramki | Punkty | Opis                             |
| ----------- | -------------------- | -- | - | - | - | ------ | ------ | -------------------------------- |
| 1           | WKS 42PP Białystok   | 10 | 7 | 1 | 2 | 40-16  | 15     | Klasa A (Białostocki OZPN)       |
| 2           | Makabi Białystok     | 10 | 6 | 3 | 1 | 29-16  | 15     | Klasa A (Białostocki OZPN)       |
| 3           | ŻKS Białystok        | 10 | 6 | 2 | 2 | 36-14  | 14     | Klasa A (Białostocki OZPN)       |
| 4           | PKS Sparta Białystok | 10 | 5 | 2 | 3 | 23-16  | 12     | Klasa B (Białostocki OZPN)       |
| 5           | Jutrznia Białystok   | 10 | 1 | 0 | 9 | 8-38   | 2      | Klasa B (Białostocki OZPN)       |
| 6           | HKS Białystok        | 10 | 1 | 0 | 9 | 8-44   | 2      | Prawdopodobnie został rozwiązany |
| [ 1 ] [ 2 ] |                      |    |   |   |   |        |        |                                  |

- HKS – Harcerski Klub Sportowy
- WKS 42PP Białystok oraz Makabi Białystok zdobyły taką samą liczbę punktów (po 15), zgodnie z regulaminem odbył się dodatkowy mecz, który zwyciężyła drużyna wojskowych.

```
Dodatkowy mecz o 1-mce w grupie białostockiej:
11.11.1928 Białystok – 
WKS 42PP Białystok
: 
Makabi Białystok
 3:0
```

Mecze

- 1 runda
- Makabi Białystok: WKS 42PP Białystok 2:3
- ŻKS Białystok: Jutrznia Białystok 7:0
- WKS 42PP Białystok: ŻKS Białystok 1:4
- Sparta Białystok: Makabi Białystok 2:1 (0:3)vo
- HKS Białystok: Makabi Białystok 3:4
- ŻKS Białystok: Sparta Białystok 2:4
- WKS 42PP Białystok: Jutrznia Białystok 7:1
- HKS Białystok: WKS 42PP Białystok 2:9
- Sparta Białystok: Jutrznia Białystok 2:1
- Makabi Białystok: ŻKS Białystok 3:3
- Jutrznia Białystok: HKS Białystok 1:0
- Sparta Białystok: WKS 42PP Białystok 0:0
- ŻKS Białystok: HKS Białystok 8:0
- Makabi Białystok: Jutrznia Białystok 3:2
- Sparta Białystok: HKS Białystok 8:1
- 2 runda
- WKS 42PP Białystok: Makabi Białystok 3:5
- Jutrznia Białystok: ŻKS Białystok 0:4
- ŻKS Białystok: WKS 42PP Białystok 1:3
- Makabi Białystok: Sparta Białystok 1:1
- Makabi Białystok: HKS Białystok 5:0
- Sparta Białystok: ŻKS Białystok 2:3
- Jutrznia Białystok: WKS 42PP Białystok 1:8
- WKS 42PP Białystok: HKS Białystok 3:0
- Jutrznia Białystok: Sparta Białystok 2:3
- ŻKS Białystok: Makabi Białystok 1:1
- HKS Białystok: Jutrznia Białystok 2:0
- WKS 42PP Białystok: Sparta Białystok 3:0
- HKS Białystok: ŻKS Białystok 0:3
- Jutrznia Białystok: Makabi Białystok 0:2
- HKS Białystok: Sparta Białystok 0:3vo

Grupa grodzieńska
| Poz.                                         | Drużyna          | M | Z | R | P | Bramki | Punkty | Opis                       |
| -------------------------------------------- | ---------------- | - | - | - | - | ------ | ------ | -------------------------- |
| 1                                            | Cresovia Grodno  | 5 | 5 | 0 | 0 | 23-3   | 10     | Klasa A (Białostocki OZPN) |
| 2                                            | Makabi Grodno    | 6 | 4 | 0 | 2 | 16-9   | 8      | Klasa A (Białostocki OZPN) |
| 3                                            | WKS 76PP Grodno  | 4 | 2 | 0 | 2 | 11-8   | 4      | Klasa A (Białostocki OZPN) |
| ?                                            | WKS 41PP Suwałki | 4 | 1 | 0 | 3 | 5-12   | 2      | Klasa B (Białostocki OZPN) |
| ?                                            | Makabi Suwałki   | 3 | 1 | 0 | 2 | 3-17   | 2      | Klasa B (Białostocki OZPN) |
| ?                                            | Kraft Grodno     | 4 | 0 | 0 | 4 | 4-12   | 0      | Klasa B (Białostocki OZPN) |
| Tabele niekompletna, brak wyników 17 meczów. |                  |   |   |   |   |        |        |                            |

(Grupa łomżyńsko-grajewska)

Co do istnienia tej grupy nie ma ostatecznej pewności. Przegląd Sportowy w roku 1928 wymienia ŁKS, Gimnazjalny KS, Grajewiankę, ŻKS Łomża i Makabi Łomża jako zespoły grające o mistrzostwo białostockiego OZPN.
| Poz.                                           | Drużyna                | M | Z | R | P | Bramki | Punkty | Opis                       |
| ---------------------------------------------- | ---------------------- | - | - | - | - | ------ | ------ | -------------------------- |
| 1                                              | ŁKS Łomża              | 3 | 3 | 0 | 0 | 10-3   | 6      | Klasa B (Białostocki OZPN) |
| ?                                              | Gimnazjalny KS Grajewo | 3 | 2 | 0 | 1 | 7-5    | 4      | Klasa B (Białostocki OZPN) |
| ?                                              | ŻKS Łomża              | 1 | 0 | 0 | 1 | 0-3    | 0      | b.d.                       |
| ?                                              | Grajewianka            | 2 | 0 | 0 | 2 | 2-6    | 0      | b.d.                       |
| ?                                              | Makabi Łomża           | 1 | 0 | 0 | 1 | 2-4    | 0      | b.d.                       |
| ?                                              | (WKS 33PP Łomża)       |   |   |   |   |        | 0      | b.d.                       |
| Tabele niekompletna, znane są wyniki 5 meczów. |                        |   |   |   |   |        |        |                            |